# Acidaminococcaceae
Famille
Les Acidaminococcaceae forment une famille de bactéries gram-négatives.

## Description
La famille Acidaminococcaceae comprend des bactéries anaérobies à Gram négatif ne sporulant pas. Les bactéries peuvent de forme coques, bacilles pléomorphes ou sporulées. Elles peuvent être mobiles ou non. À l'exception de quelques souches de l'espèce Acidaminococcus fermentans, elles ne fermentent pas les carbohydrates. La croissance avec production de succinate ou de propionate peut être observée. Les acides aminés peuvent être utilisées comme source de carbone ou non.

## Liste des genres
Selon LPSN (27 juin 2023), la famille Acidaminococcaceae comprend quatre genres publiés de manière valide :
- Acidaminococcus Rogosa 1969
- Phascolarctobacterium Del Dot et al. 1994
- Succiniclasticum van Gylswyk 1995
- Succinispira Janssen & O'Farrell 1999

## Taxonomie
Le nom correct complet (avec auteur) de ce taxon est Acidaminococcaceae Marchandin et al. 2010.
Le genre type est : Acidaminococcus Rogosa 1969.

### Étymologie
L'étymologie de cette famille est la suivante : A.ci.dam.in.o.coc.ca’ce.ae. N.L. masc. n. Acidaminococcus, genre type de la famille; L. fem. pl. n. suff. -aceae, suffixe définissant une famille; N.L. fem. pl. n. Acidaminococcaceae, la famille d'Acidaminococcus

## Publication originale
- Publication originale (en) Hélène Marchandin, Corinne Teyssier, Josiane Campos, Hélène Jean-Pierre, Frédéric Roger, Bernard Gay, Jean-Philippe Carlier et Estelle Jumas-Bilak, « Negativicoccus succinicivorans gen. nov., sp. nov., isolated from human clinical samples, emended description of the family Veillonellaceae and description of Negativicutes classis nov., Selenomonadales ord. nov. and Acidaminococcaceae fam. nov. in the bacterial phylum Firmicutes. », Int J Syst Evol Microbiol, vol. 60, no 6,‎ 1er juin 2010, p. 1271-1279 (DOI 10.1099/ijs.0.013102-0)